# CL-626
La CL-626 es una carretera autonómica española que pertenece a la red básica de Castilla y León.
Une el puerto de Cerredo, en el límite provincial entre Asturias y León, con la localidad palentina de Aguilar de Campoo.
 Esta carretera forma el Eje Subcantábrico (Asturias - Aguilar de Campoo), comunicando las localidades de la montaña leonesa con las de la montaña palentina.
Con cerca de 240 km de longitud, es la carretera de titularidad autonómica más larga de Castilla y León.

## Variantes

### Variante de Villablino
Será una variante que permitirá descongestionar el tráfico pesado que cruza actualmente por el casco urbano de Villablino.
En sus primeros 200 metros coincidirá con la carretera de servicio del lavadero minero. Entre los puntos kilométricos 0 y 230 y 0 y 430 se encontrará con un meandro del río Sil que se salva, cruzando dos veces con un puente de 200 metros de longitud. A continuación el trazado se adapta al río hasta el punto kilométrico 1080. Desde aquí, empieza un tramo de difícil trazado hasta el lavadero de la Minero Siderúrgica de Ponferrada (MSP) en la margen izquierda, con sus instalaciones anexas y en la margen derecha un cerro de fuertes pendientes. Para salvar estas dificultades se proyecta una estructura elevada de 250 metros de forma que bordeando el lavadero se cruza el río pasando de la margen izquierda a la derecha. Posteriormente cruza sobre el ferrocarril minero con una estructura de 90 metros de longitud, continuando paralelo al río hasta conectar con la carretera CL-626, a la que se adaptará durante 560 metros. Salvará la travesía de Rioscuro y continuará la variante por el norte de esta localidad. A continuación, se salva la vaguada del río Sosas con un puente, se cruza la carretera provincial de Rioscuro a Sosas de Laciana para conectar de nuevo con la CL-626.
Actualmente la construcción de esta variante se encuentra paralizada por la Junta de Castilla y León, debido principalmente a la falta de fondos para empezar su construcción.

### Variante de Olleros de Alba
Es una pequeña variante que se construyó en 2002. Su principal objetivo es desviar el tráfico de la CL-626 a su paso por Olleros de Alba. 

### Variante de Cistierna
La variante de Cistierna cuenta con un trazado de 4203 metros. Tiene dos puentes, uno de 128 metros y otro de 159 metros. Además cuenta con dos pasos elevados uno sobre la línea de Feve León-Bilbao y otro sobre la antigua línea minera de Hulleras de Sabero. Otra de las características de obra de esta variante es la existencia de tres rotondas, la primera situada a la salida del barrio de La Casilla y que da acceso a uno de los puentes, la segunda ubicada en la carretera de Cistierna a La Ercina y una tercera junto al cementerio de Cistierna que permite distribuir el tráfico en las direcciones de la carretera CL-626 y la N-621 que transita por la villa de Cistierna. También cuenta con una desviación que permite el acceso a la planta de transferencia de basura y la empresa Cerámicas Cistierna.
Se puso en servicio en el año 2010.

### Variante de Guardo

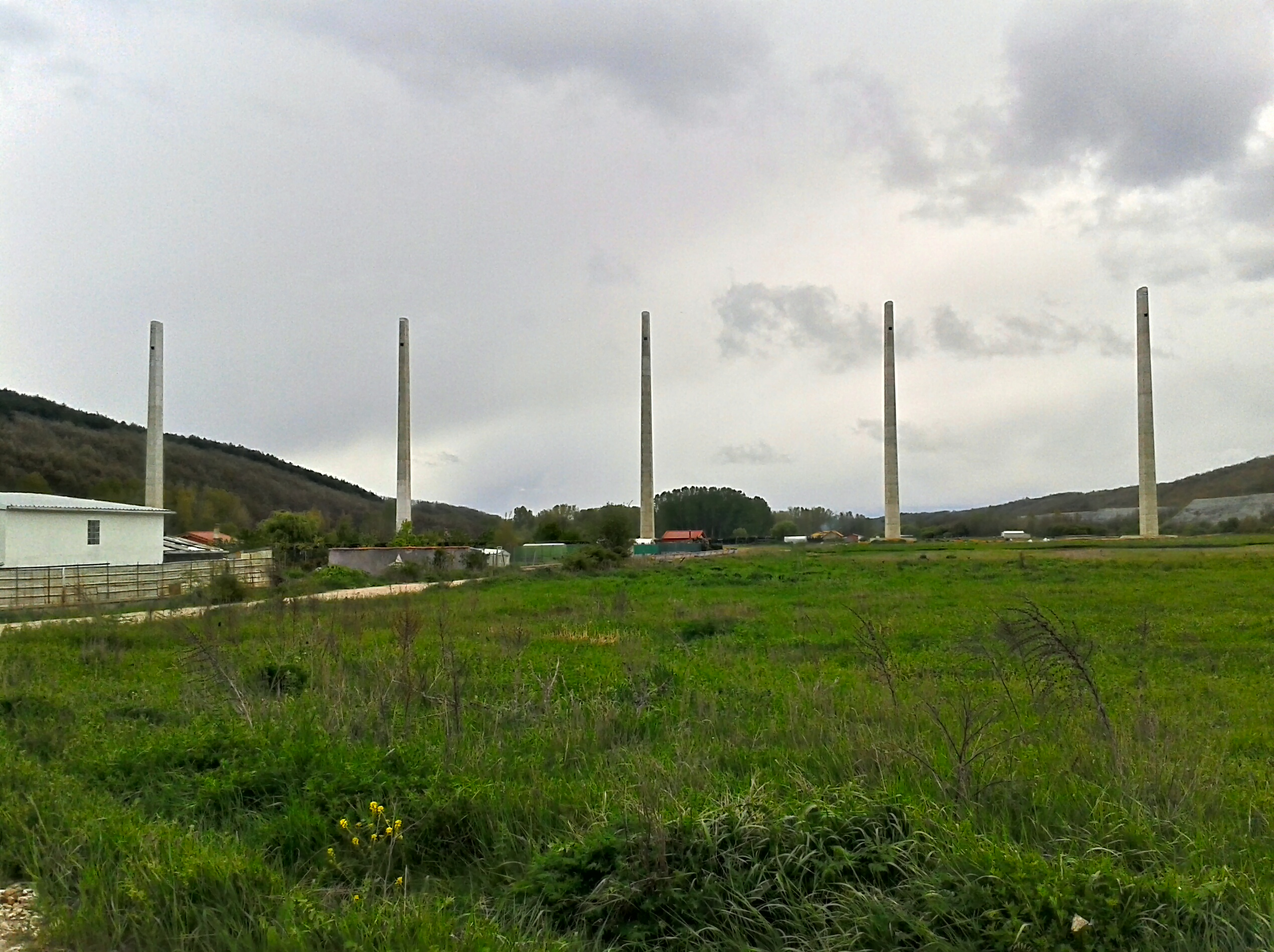
Pilares del futuro Viaducto de Guardo. Este viaducto constituirá gran parte de la variante de Guardo.

Hubiera sido, ya que actualmente la obra se encuentra parada, una variante que permitirá resolver los problemas de tráfico que se producen en el casco urbano de Guardo y facilitará la movilidad entre Palencia, Riaño y Aguilar de Campoo por las carreteras CL-615 y CL-626, reduciéndose de este modo los tiempos de recorrido y el tránsito por el pueblo.
La variante discurrirá al sur de la localidad de Guardo y contará con una longitud de 4,6 km., dejando al sur la línea de ferrocarril de vía estrecha Feve, la futura zona residencial de "La Albariza" y el Polígono Industrial de Campondón.
Con el fin de salvar los grandes desniveles existentes entre la vega del Carrión y el terreno circundante, se prevé la construcción de un gran viaducto de 900 metros de longitud y 70 metros de altura máxima, que termina junto a la intersección con la carretera CL-615 en sentido Palencia.
Asimismo, la variante propuesta contempla la prolongación de la estructura de cruce entre la variante y la línea de Feve. Con esta actuación se pretende salvar la línea férrea y la carretera CL-626, girando después con orientación este hasta intersecarse a nivel con la carretera CL-626 por el Norte.
La necesidad de la obra de circunvalación surgió por la acumulación de tráfico, especialmente tráfico pesado, por el núcleo urbano de Guardo. Con la nueva infraestructura, las instituciones pretenden también acercar el polígono industrial de la localidad a las vías rápidas de acceso a la misma, sin necesidad de atravesar la villa. La variante quedaría encuadrada dentro del denominado eje subcantábrico, una vía que comunica Asturias con Aguilar de Campoo a través de La Robla y Guardo, una de las vías más importantes para el desarrollo de la Montaña Palentina.
Está prevista su apertura para el año 2013, lo cual nunca ha sucedido aún, debido a la muerte de uno de los obreros que en ella trabajaba, al precipitarse al vacío.

### Variante de Cervera de Pisuerga
Será una variante que partirá entre el puente y el polígono industrial de Cervera de Pisuerga, salvará el río Pisuerga, atravesará El Campizal y saldrá ya hacia la zona de un almacén de terrazos, mediante la creación de los dos puentes que contempla el proyecto. 
Actualmente ya ha pasado el proyecto constructivo.

### Variante de Aguilar de Campoo
Esta variante permitirá mejorar las comunicaciones de Aguilar de Campoo. Se encuentra en estudio informativo.

## Autovía Villablino - AP-66
En un principio, la Consejería de Fomento y Medio Ambiente encargó un estudio informativo sobre la construcción de una autovía que mejorara las comunicaciones entre la zona noroccidental de la provincia de León, la capital de provincia y el área central de Asturias. El tramo analizado parte de la futura variante de Villablino, hasta la autopista AP-66, por la actual carretera CL-626, con una longitud aproximada de 50,6 kilómetros.
Para la nueva vía de alta capacidad, la Junta de Castilla y León barajaba tres trazados, con final en Caldas de Luna (36,6 kilómetros), el túnel de Oblanca de la citada autopista AP-66 (36,1 kilómetros) y La Magdalena (58,6 kilómetros), municipio donde se encuentra el peaje de la autopista de Asturias en la provincia leonesa.
Pero, el 9 de noviembre de 2012, la Declaración de Impacto Ambiental determina que la construcción de una nueva autovía no es compatible con las características naturales de la zona, ya que forma parte de la Red Natura 2000, debido a que cuenta con espacios LIC (Lugar de Interés Comunitario) y ZEPA (Zona de Especial Protección para las Aves) en las zonas del Alto Sil, Omañas y el valle de San Emiliano, así como con los espacios naturales de Sierra de Ancares y valles de Babia y Luna. También, en las zonas afectadas por este proyecto forman parte del ámbito de actuación de los planes de recuperación del Oso pardo y del Urogallo cantábrico.
Debido a esto, la Junta de Castilla y León opta en la Declaración de Impacto Ambiental del proyecto por la modernización de la CL-626 y la ejecución de variantes de población. Además, resuelve con un túnel el enlace con la autopista del Huerna, a la altura de la galería de Oblanca. Dicha opción, que es la que causa menos afecciones sobre los valores naturales, geológicos y paisajísticos presentes en este tramo, contempla las variantes de Rioscuro, Villaseca y Piedrafita de Babia así como la variante de Cabrillanes y la de Truébano. La última parte del trazado se ha determinado que sea soterrada hasta el enlace del túnel Oblanca de la AP-66, aunque la Junta considera que será necesario alargar la longitud de esta infraestructura para que la entrada y salida a la vía se realice a través de un falso túnel. Se excluyen del proyecto las variantes de Huergas y Villafeliz de Babia, que requerirán de nuevos estudios.
Por otra parte, la modernización de la CL-626, que tiene una intensidad media diaria de 5.000 vehículos al día en ese tramo, con un 17 por ciento de vehículos pesados, se adecua a las directrices del Ministerio de Fomento, cuyo índice de eficiencia para nuevas autovías es de 7.000 vehículos diarios. La Consejería de Fomento y Medio Ambiente deberá aprobar de forma definitiva el estudio informativo y, posteriormente, encargar la redacción del proyecto y adjudicar las obras de construcción.

## Tráfico
El tráfico promedio de la CL-626 se detalla en la tabla adjunta, con las cifras de vehículos diarios en 2010. Los tramos con más tráfico son los más próximos a Villablino y La Magdalena.
| KM      | Intensidad media diaria | % Vehículos pesados | Tramo                                                          |
| ------- | ----------------------- | ------------------- | -------------------------------------------------------------- |
| 1,800   | 789                     | 16,22               | De límite de C.A. de Asturias a Caboalles de Abajo             |
| 10,500  | 4.700                   | 5,99                | De CL-631 a Rioscuro                                           |
| 17,300  | 3.656                   | 12,32               | De Rioscuro a LE-491                                           |
| 37,200  | 1.489                   | 9,67                | De Piedrafita de Babia (LE-495) a Puente Orugo (LE-481)        |
| 49,200  | 1.699                   | 10,65               | De Puente Orugo (LE-481) a LE-473                              |
| 63,600  | 177                     | 2,82                | De LE-473 a LE-420                                             |
| 81,100  | 3.458                   | 9,20                | De LE-420 a CL-623                                             |
| 85,000  | 740                     | 20,14               | De CL-623 a La Robla                                           |
| 104,100 | 1.360                   | 8,09                | De La Robla a Robles de La Valcueva                            |
| 110,800 | 1.685                   | 9,97                | De Robles de La Valcueva a La Vecilla (LE-321)                 |
| 121,000 | 1.512                   | 25,73               | De La Vecilla a La Vega de Boñar (CL-624)                      |
| 126,800 | 1.861                   | 26,33               | De Boñar a Cistierna (N-621)                                   |
| 151,600 | 942                     | 7,43                | De Cistierna (N-621) a LE-211                                  |
| 154,200 | 931                     | 5,05                | De LE-211 a Puente Almuhey                                     |
| 163,000 | 1.410                   | 13,26               | De Puente Almuehey a LE-234                                    |
| 170,800 | 1.492                   | 7,71                | De límite provincia de León a Guardo                           |
| 188,700 | 1.629                   | 13,08               | De Santibáñez de la Peña (P-214) a Cantoral de la Peña (P-225) |